# Julie Iemmolo
Julie Iemmolo (* 18. Dezember 1999 in Aix en Provence) ist eine französische Triathletin. Sie wird als Führende in der Bestenliste französischer Triathletinnen auf der Ironman-Distanz geführt.

## Werdegang
Julie Iemmolo war im Schwimmsport aktiv und sie kam als 14-Jährige zum Triathlon.
Seit 2019 startet sie als Profi-Athletin und sie wurde in diesem Jahr Dritte bei der Aquathlon-Weltmeisterschaft U23. Im Juni 2022 gewann sie auf der Triathlon-Mitteldistanz den Ironman 70.3 Warschau.
2024 belegte die damals 24-Jährige im Juni den sechsten Rang im Ironman Hamburg und sie trug sich mit ihrer Zeit von 8:34:03 Stunden als Schnellste ein in der Bestenliste französischer Triathletinnen auf der Ironman-Distanz.
Im August wurde sie in Australien Dritte bei der ITU-Weltmeisterschaft auf der Triathlon-Langdistanz.
Im August 2025 gewann die 25-Jährige mit dem Ironman 70.3 Rio de Janeiro ihr zweites Ironman-Rennen auf der Mitteldistanz.

## Sportliche Erfolge
| Datum/Jahr    | Platz | Wettbewerb                           | Austragungsort      | Zeit     | Bemerkung                                         |
| ------------- | ----- | ------------------------------------ | ------------------- | -------- | ------------------------------------------------- |
| 10. Aug. 2025 | 1     | Ironman 70.3 Rio de Janeiro          | Rio de Janeiro      | 03:31:24 |                                                   |
| 16. Okt. 2022 | 3     | Ironman 70.3 Waco                    | Waco                | 04:28:00 | hinter Ai Ueda                                    |
| 12. Juni 2022 | 1     | Ironman 70.3 Warschau                | Warschau            | 04:18:06 | [ 2 ]                                             |
| 29. Mai 2022  | 3     | Ironman 70.3 Kraichgau               | Kraichgau           |          |                                                   |
| 29. Aug. 2021 | 3     | FRA Triathlon National Championships | Pontivy             | 01:07:34 | Französische Staatsmeisterschaft Sprint-Triathlon |
| 4. Juli 2021  | 2     | Ironman 70.3 Les Sables d’Olonne     | Les Sables-d’Olonne |          | hinter Anne Reischmann                            |

| Datum/Jahr    | Platz | Wettbewerb                                      | Austragungsort | Zeit     | Bemerkung                                           |
| ------------- | ----- | ----------------------------------------------- | -------------- | -------- | --------------------------------------------------- |
| 25. Aug. 2024 | 3     | ITU Long Distance Triathlon World Championships | Townsville     | 05:51:04 | ITU-Weltmeisterschaft auf der Triathlon-Langdistanz |
| 2. Juni 2024  | 6     | Ironman Hamburg                                 | Hamburg        | 08:34:03 |                                                     |
| 15. Aug. 2023 | 3     | Embrunman                                       | Embrun         |          | Langdistanz                                         |

| Datum/Jahr    | Rang | Wettbewerb                           | Austragungsort | Zeit | Bemerkung                            |
| ------------- | ---- | ------------------------------------ | -------------- | ---- | ------------------------------------ |
| 20. Juli 2019 | 3    | FRA Aquathlon National Championships | Bergerac       |      | Französische Meisterschaft Aquathlon |
| 2. Mai 2019   | 3    | ITU Aquathlon World Championship U23 | Pontevedra     |      | Aquathlon-Weltmeisterschaft U23      |

(DNF – Did Not Finish)